# Lygarina caracasana
Lygarina caracasana là một loài nhện trong họ Linyphiidae.
Loài này thuộc chi Lygarina. Lygarina caracasana được Eugène Simon miêu tả năm 1894.